# J. J. Ryffel
Johann Jakob Ryffel, meist nur J. J. Ryffel (* 14. Juli 1861 in Niederurnen, Kanton Glarus; † 24. Oktober 1935 in Wettingen) war ein Schweizer Musiklehrer und Dirigent.

## Leben und Werk
Johann Ryffel war der Sohn eines Trompeterinstruktors und liess sich am Lehrerseminar des Klosters Mariaberg in Rorschach zum Lehrer ausbilden. Anschliessend studierte Ryffel an den Konservatorien in Genf und Leipzig. Am 29. Oktober 1883 wurde Ryffel in das Amt des Musiklehrers am Lehrerseminar Wettingen gewählt und unterrichtete bis zu seiner Pensionierung 1931. Neben seiner Lehrtätigkeit amtete Ryffel als Dirigent verschiedener Chöre, so vor allem des Männerchors Baden, den er von 1885 bis 1919 leitete. Zudem war er Organist in der Klosterkirche Wettingen. In Wettingen gibt es die J.-J.-Ryffel-Strasse.